# Ventanas (Revueltas)

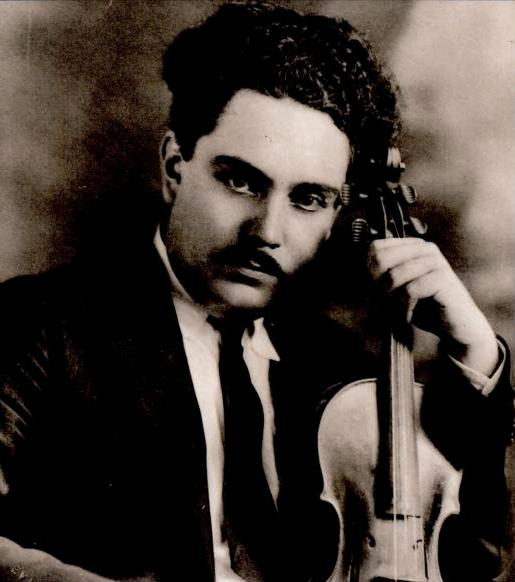
Silvestre Revueltas

Ventanas est une œuvre pour orchestre de Silvestre Revueltas composée en 1931.

## Histoire
C'est la troisième œuvre pour orchestre de Silvestre Revueltas, après la première version de Cuauhnáhuac et Esquinas, écrites la même année 1931.
Achevé en décembre 1931, il est créé le 4 novembre 1932 par l'Orchestre symphonique du Mexique sous la direction du compositeur. La partition est dédiée à Ángela Acevedo, qu'il devait épouser en 1932.

## Commentaires
Ventanas reprend des airs populaires mexicains, en tierces parallèles, avec un rythme appuyé, des timbres marqués et une prédilection pour les cuivres, notamment le tuba pour la mélodie principale.

## Discographie
- Silvestre Revueltas, La noche de los mayas ; Caminos ; Música para charlar ; Ventanas, Orquesta Filarmónica de la Ciudad de México, Enrique Bátiz, Departamento Del Distrito Federal , 1985
- Silvestre Revueltas, Sensemayá ; Ocho por radio ; La noche de los mayas ; Homenaje a Federico García Lorca ; Ventanas ; Dos pequeñas piezas serias, Los Angeles Philharmonic New Music Group, Esa-Pekka Salonen, cond., Sony Classical, 1999.